# Milorad Pavić (schrijver)

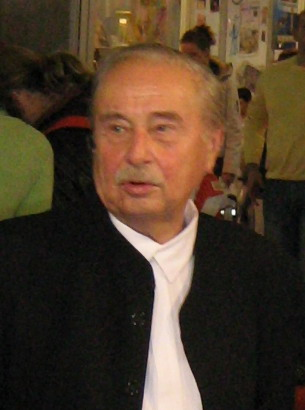
Milorad Pavić in 2007.

Milorad Pavić (Servisch: Милорад Павић) (Belgrado, 15 oktober 1929 - aldaar, 30 november 2009) was een Servisch dichter, schrijver, vertaler en literair historicus.
Pavićs werk wordt gekenmerkt door het streven om romans in een niet-alledaagse vorm te schrijven en de lezer actief te betrekken. Hij gebruikte een aantal ongebruikelijke technieken om niet-lineaire elementen in zijn werk te introduceren:
- Hazarski rječnik (1984, Het Chazaars woordenboek) heeft de vorm van een encyclopedie van de Chazaren met drie ingangen.
- Predeo slikan cajem (1988, Landschap met thee) is de mengeling van een roman en een kruiswoordraadsel.
- Unutrasnja strana vetra (1991, De binnenkant van de wind) vertelt het verhaal van Hero en Leander en kan van achter naar voor gelezen worden, waarbij elk hoofdstuk de versie van een van de hoofdrolspelers geeft.
- Poslednja ljubav u Carigradu (1994, Laatste liefde in Constantinopel) nummert de hoofdstukken naar tarotkaarten.
- Unikat (2004, Uniek stuk) heeft honderd verschillende eindes, waaruit de lezer kan kiezen.

Het Chazaars woordenboek heeft een mannelijke en een vrouwelijke versie, die alleen in één kleine passage van elkaar verschillen.
Veel van zijn werk kan worden beschouwd als "ergodische literatuur".
Hij heeft ook één toneelstuk geschreven. Van zijn werk bestaan meer dan 80 vertalingen, in vele talen. Hij werd door experts in Europa, de Verenigde Staten en Brazilië voorgedragen voor de Nobelprijs voor de Literatuur.